# Хипопотам
Хипопотамът (Hippopotamus amphibius) е вид едър бозайник от семейство Хипопотамови (Hippopotamidae).

## Разпространение
Разпространен е широко в реките и езерата на Африка. Продължителността на живота на хипопотама е около 45 години.

## Описание
Хипопотамът достига на дължина до 4,5 м, а на височина – до 1,5 м. Теглото му може да достигне до 3,5 тона. Живее на стада, доминирани от един мъжки.
Хипопотамът, особено мъжкият, е опасно и понякога - силно агресивно - животно. Той е най-опасен, когато е ранен или току-що е родил малките си, но и въобще е раздразнителен. Въпреки впечатлението, което дебелото му туловище прави - на тромаво животно, чийто корем се влачи по земята и е способно единствено да мързелува, в действителност е добър плувец, а на сушата е сред най-бързите сред едрите животни (може да бяга с до 30 км/час, т.е. приблизително, колкото и олимпийските рекордьори в леката атлетика), което се дължи на огромната му мускулна маса (външно изглеждащата като тлъстини). Освен голямата му тежест и сила, нараняващи и дори смъртоносни могат да бъдат и неговите 4 кучешки зъба, всеки от които е страховито оръжие и може да достигне 70 см.
При все, че съществува реална опасност за човешкия живот при среща с хипопотам, тя е далеч по-малка от преувеличените мащаби, довели ранните европейски изследователи на африканската мегафауна до заключението, че са попаднали на библейското митично чудовище Бегемот, в резултат на което тези животни са известни в някои части на света (например - Русия) под това име.

## Хранене
На ден на един хипопотам са му необходими около 200 килограма растителна храна – водни и крайбрежни растения.

## Размножаване
Бременността при женската трае около 8 – 9 месеца, а при раждане малкото тежи около 40 килограма.